# I Just Wanna Be With You 〜仮想と真実の狭間で〜
I Just Wanna Be With You 〜仮想と真実の狭間で〜（アイ・ジャスト・ワナ・ビー・ウィズ・ユー ヴァーチャルとリアルのはざまで）は、日本の女性アイドルグループ・Prizmmy☆の楽曲。自身通算12枚目のシングルとして、2015年2月18日に発売された。

## 背景とリリース
前作「Jumpin'! Dancin'!」（2014年9月17日）から5か月ぶりとなるシングルで、テレビアニメ『プリパラ』（テレビ東京系列）3代目エンディングテーマ曲。楽曲は池畑伸人により作詞、小室哲哉により作曲、Shinnosukeがアレンジを担当。振付はジェシカ・レイボーンが手掛けた。
本作の制作は2014年10月18日にイオンモール幕張新都心で開催された『プリパラ presents ドリームガールズオーディション』の決勝大会で発表され、同オーディションのアイドル部門でグランプリに選ばれた大力智恵（だいりき ちえ）がレコーディングとMVに参加している。大力は当時エイベックス・アーティストアカデミー福岡校に在籍していた小学生で、オーディションの予選会ではSUPER☆GiRLSの「花道!!ア〜ンビシャス」、決戦大会ではI☆Risの「Make it!」（『プリパラ』初代オープニングテーマ曲）を歌った。
楽曲は2014年12月13日に幕張メッセで行われた『プリパラ フェスタinクリスマス “プリパラ&プリティーリズム クリスマス☆パーティー”』で初披露。ジェシカは出来上がった楽曲の世界観やメンバーのキャラクターをイメージしながら振付を考えており、日下部美愛は「（ジェシカからの）レッスンについていけるか心配だった」と述べている。
本作のカップリングは表題曲のClub Mix Versionとなっており、オリジナルの新曲は収録されていない。
本作及び同日に発売されたI☆Risのシングル「Realize!」（『プリパラ』3代目オープニングテーマ曲）と、前週の2月11日に発売されたキャラクターソングアルバム「プリパラ アイドルソング♪コレクション byシオン&ドロシー&レオナ」の計3作品の初回限定盤購入者を対象とした『かしこまっ♪ 3つのCDでステキなプレゼント For You! キャンペーン』が行われ、パッケージ内には応募券と応募はがきが付いていた。
なお、Prizmmy☆は発売から2年後の2017年3月31日をもって解散したため、Prizmmy☆名義のシングルリリースは本作が最後となった。

## シングル収録トラック

### CD
| 全作詞: 池畑伸人、全作曲: 小室哲哉、全編曲: Shinnosuke。 |                                                                                    |           |            |            |      |
| #                                                        | タイトル                                                                           | 作詞      | 作曲・編曲 | ReMix      | 時間 |
| 1.                                                       | 「I Just Wanna Be With You 〜仮想と真実の狭間で〜」                                | 池畑伸人  | 小室哲哉   |            | 4:20 |
| 2.                                                       | 「I Just Wanna Be With You 〜仮想と真実の狭間で〜」(Club Mix Version)              | 池畑伸人  | 小室哲哉   | Shinnosuke | 5:36 |
| 3.                                                       | 「I Just Wanna Be With You 〜仮想と真実の狭間で〜」(Instrumental)                  | 池畑伸人  | 小室哲哉   |            | 4:20 |
| 4.                                                       | 「I Just Wanna Be With You 〜仮想と真実の狭間で〜」(Club Mix Version Instrumental) | 池畑伸人  | 小室哲哉   |            | 5:36 |
| 合計時間:                                                | 合計時間:                                                                          | 合計時間: | 19:52      |            |      |

### DVD
| #  | タイトル                                                                | 作詞 | 作曲・編曲 | 映像                         |
| -- | ----------------------------------------------------------------------- | ---- | ---------- | ---------------------------- |
| 1. | 「I Just Wanna Be With You 〜仮想と真実の狭間で〜」(Music Clip)         |      |            | MV - YouTube                 |
| 2. | 「I Just Wanna Be With You 〜仮想と真実の狭間で〜」(TVサイズVer.)       |      |            |                              |
| 3. | 「I Just Wanna Be With You 〜仮想と真実の狭間で〜」(ダンスマスターVer.) |      |            | ダンスマスターVer. - YouTube |
| 4. | 「I Just Wanna Be With You 〜仮想と真実の狭間で〜」(メイキング映像)     |      |            |                              |